# Murata-tō
Murata-tō waren Klingen, die aus einer Legierung aus Tamahagane und ausländischem Industriestahl geschmiedet und oft anschließend auf Hochglanz poliert wurden. Anders als traditionell gefertigte Nihontō wurden sie aus einer einzigen Stahlsorte gefertigt und in Öl gehärtet. Hierdurch lassen sie sich auch von den traditionell hergestellten Schwertern unterscheiden, da nur wassergehärtete Schwerter sogenannte Nie-Kristalle aufweisen. Darüber hinaus sind Murata-Tō auch oft mit einer Arsenalziffer versehen. Die Idee für diese Schwerter kam von General Tsuneyoshi Murata, der neben Schwertern sowohl Gewehre als auch Bajonette entwickelte und Namensgeber dieser Art von Schwertern wurde. Zeitlich entstanden die Schwerter vor allem kurz vor und während des Russisch-Japanischen Kriegs Anfang des 20. Jahrhunderts.  Viele dieser Schwerter waren nach Vorbild des Kogarasu-maru geformt und hatten eine zweischneidige Spitze. Sie kamen vor allem bei Shikitō, aber auch vereinzelt in Kyū-Guntō und Shin-Guntō vor.